# 濯田河
濯田河位于中华人民共和国福建省长汀县西南部，是汀江左岸支流，发源于长汀县古城镇元口村，蜿蜒向南流经四都镇，于四都镇坪埔村以南右纳兜坑后转东流，经濯田镇，最后于水口村汇入汀江。河长63千米，河道平均比降7.2‰，流域面积862平方千米，流域地表水资源总量8.6亿立方米。濯田河自四都镇坪埔村以下原有航道23千米，至1987年仅剩濯田镇至水口村10千米，可通3～5吨机动船。